# Antonín Salajka
R.D. Prof. ThDr. Antonín Salajka (24. dubna 1901, Moravská Nová Ves – 2. srpna 1975, Praha) byl katolický teolog, kněz, čestný konzistorní rada, vysokoškolský pedagog, rusista, znalec staroslověnštiny a spirituality křesťanského Východu.

## Život
Středoškolské vzdělání získal na české vyšší reálce v Hodoníně, kde maturoval v roce 1920. V roce 1922 absolvoval ještě doplňující maturitu z latiny a v roce 1924 z řečtiny. Rozhodl se pro kněžskou službu v pražské arcidiecézi, a vstoupil tedy do pražského semináře se studiem na teologické fakultě Karlovy univerzity v Praze. Svá pražská bohoslovecká studia zakončil v roce 1925 a v témže roce byl vysvěcen na kněze. Dále jako první Čech absolvoval doktorandské studium na Papežském východním ústavu v Římě (Pontificium Institutum Orientalium) a 12. června 1930 zde promoval.
Další doktorát teologie získal na teologické fakultě Karlovy univerzity, kde po obhájení disertační práce s názvem Místa Písma svatého o vycházení Ducha svatého se zvláštním zřetelem k výkladu východních odloučených theologů 29. února 1936 promoval. Následně se stal středoškolským profesorem náboženství a katechetiky v Praze-Vršovicích a v Karlíně, kde vyučoval v letech 1935–1950.
Dne 27. listopadu 1945 se habilitoval na pražské katolické teologické fakultě Univerzity Karlovy pro obor orientální teologie. Jeho habilitační práce, která vyšla tiskem již v roce 1936, nese název Nauka východních odloučených theologů zvláště ruských o Kristově vykoupení. Schválena byla MŠVU (ministerstvo školství) dne 26. března 1946.
V letech 1945–1946 přednášel jako soukromý docent východní teologii a ruštinu. Na diecézním učilišti v Brně v letech 1949–1950 měl přednášky o křesťanském Východu a východní teologii. Dne 11. listopadu 1949 byl navržen na mimořádného profesora východního bohosloví poté, co prezentoval svůj spis O církvi (díl 1.), ale ke jmenování nedošlo.
Po reformních změnách v bohovědných studiích byl 2. října 1950 jmenován na Římskokatolické cyrilometodějské bohoslovecké fakultě v Praze (od roku 1953 se sídlem v Litoměřicích) profesorem církevní slovanštiny s účinností od 1. září 1950. Zde působil až do roku 1973.
Vedle výuky staroslověnštiny suploval ve školním roce 1950–1951 dogmatiku, ve školním roce 1951–1952 morálku, ve školním roce 1952–1953 dogmatiku a v letech 1953–1955 morálku. Dne 1. října 1955 byl jmenován na CMBF v Praze se sídlem v Litoměřicích profesorem staroslověnštiny a věrouky, od 4. února 1956 se stal vedoucím katedry dogmaticko-morální, kde od roku 1951 zastával místo zástupce vedoucího (od roku 1950 neobsazené). 12. prosince 1970 byl jmenován proděkanem pro roky 1970–1972. V roce 1971 jej litoměřický biskup Štěpán Trochta jmenoval čestným konzistorním radou v Litoměřicích. Jeho akademické působení bylo ukončeno po tzv. "čestném roce" 31. srpna 1973. Od 1. října do 31. prosince 1972 byl zaměstnán na CMBF jako externí učitel – lektor pro obor staroslověnština. Zemřel 2. srpna 1975 v Praze.
Šíře jeho vědeckého zájmu a přednášených předmětů byla veliká: ruština, staroslověnština, cyrilometodějské otázky, katolická dogmatika, orientální dogmatika a obecně křesťanský východ a morální teologie. Z dogmatické teologie se podrobněji zabýval christologií, soteriologií, ekleziologií a ekumenismem.

## Dílo
- Úvod do studia křesťanského východu. část obecná, [S.l.] [s.n.] [ 19 ??]. 196 s.
- Velehradské unijní kongresy ve světle ekumenismu, [S.l.] [s.n.] [ 19 ??]. 64 s.
- Nauka východních odloučených theologů, zvláště ruských, o Kristově vykoupení, Praha: nákladem vlastním 1936. 172 s.
- Názory ruského theologa S. N. Bulgakova o Sofii, vtělení a vykoupení Kristově. Praha 1937
- Ve světle víry. Katolická věrouka, 1. vyd. Oloumouc: Velehrad, 1945. 265 s.
- Studium křesťanského východu, Praha: nákladem vlastním 1948. 30 s.
- Ve světle víry. Katolická věrouka, 2., rozšířené vyd. Olomouc: Velehrad, nakladatelství dobré knihy 1948. 286 s.
- Katolická věrouka. Učebnice katolického náboženství pro vyšší třídy středních škol, Praha: Státní nakladatelství 1948.
- Theologia dogmatica specialis [: díl 1,] Tractatus de Deo Uno, 2., přeprac. vyd., Praha: Ústřední církevní nakladatelství 1962. 96 s. (předchozí vydání: Praha: Česká katolická Charita [1951])
- Theologia dogmatica specialis [: díl 2,] Tractatus de Deo creante, Praha: Česká katolická Charita [1951]. 108 s.
- Katolická věrouka v přehledu, Praha: Ústřední církevní nakladatelství 1958. 286 s.
- De verbo Incarnato ac Redemptore. Summarium tractatus dogmatici, Praha: Ústřední církevní nakladatelství 1959. 197 s.
- Theologia dogmatica specialis [: díl 3,] Tractatus De Deo Trino, 2., rozš. vyd., Praha: Ústřední církevní nakladatelství 1963. 91 s.
- Theologia dogmatica specialis [: díl 4,] De sacramentis in genere, [S.l.] [s.n.] [ 196 ?]. 35 s.
- Theologia moralis, [S.l.] [s.n.] [ 196 ?]. 46 s.
- Úvod do studia staroslověnského jazyka a písemnictví, Praha: Ústřední církevní nakladatelství 1967. 240 s.
- Konstantin-Kyrill aus Thessalonike, Hrsg. Antonín SALAJKA, Würzburg 1969. XXIV, 225 s.
- Časopisecké studie, články a odborné recenze do odborných periodik: zejména: Časopis katolického duchovenstva, Duchovní pastýř, Huseum, Hlídka...

Bibliografický soupis má přes 500 položek. Jeho písemná pozůstalost je v současné době archivována a podrobně zpracována v Centru dějin české teologie při KTF UK v Praze (CDČT).